# Steeple Gidding
Steeple Gidding – wieś w Anglii, w Cambridgeshire, w dystrykcie Huntingdonshire, w civil parish Hamerton and Steeple Gidding. W 2001 civil parish liczyła 38 mieszkańców.